# Гипотеза Хедетниеми

Пример, для которого выполняется гипотеза Хедетниеми — тензорное произведение и (слева) даёт граф, который содержит цикл длиной 15 (справа), так что получающийся граф требует для раскраски 3 цвета.

Гипотеза Хедетниеми — математическая гипотеза, в общем случае опровергнутая, предположение о связи между раскраской графов и тензорным произведением графов:
{\displaystyle \chi (G\times H)=\min\{\chi (G),\chi (H)\}},
где {\displaystyle \chi (G)} — хроматическое число неориентированного конечного графа {\displaystyle G}.
Сформулирована Стефеном Хедетниеми в 1966 году.
В 2019 году российский математик Ярослав Шитов опровергнул гипотезу, предложив контрпример к ней.
Неравенство {\displaystyle \chi (G\times H)\leqslant \min\{\chi (G),\chi (H)\}} подтвердить просто — если граф {\displaystyle G} раскрашен в {\displaystyle k} цветов, {\displaystyle G\times H} можно раскрасить в {\displaystyle k} цветов путём использования той же раскраски для каждой копии {\displaystyle G} в произведении, из симметричного рассуждения следует ограничение по {\displaystyle H}. Таким образом, гипотеза Хедетниеми утверждает, что тензорные произведения не могут быть раскрашены с неожиданно малым числом цветов.

## Частные случаи, в которых гипотеза верна
Любой граф с непустым множеством рёбер требует по меньшей мере два цвета. Если {\displaystyle G} и {\displaystyle H} оба не 1-раскрашиваемы, то есть оба содержат по ребру, то их произведение также содержит ребро, а потому также не 1-раскрашиваемо. В частности, гипотеза верна, когда {\displaystyle G} или {\displaystyle H} является двудольным графом, поскольку тогда хроматическое число их произведения равно либо 1, либо 2.
Аналогично, если два графа {\displaystyle G} и {\displaystyle H} не раскрашиваются в два цвета, то есть не двудольные, тогда оба содержат цикл нечётной длины. Поскольку произведение двух нечётных циклов содержит нечётный цикл, произведение {\displaystyle G\times H} также не может быть раскрашено в 2 цвета. Другими словами, если {\displaystyle G\times H} можно раскрасить в 2 цвета, то по меньшей мере один из графов {\displaystyle G} или {\displaystyle H} должен позволять раскраску в 2 цвета.
Следующий случай доказали много позже формулировки гипотезы Эль-Захар и Зауэр — если произведение {\displaystyle G\times H} можно раскрасить в 3 цвета, то один из графов {\displaystyle G} или {\displaystyle H} должен также позволять раскраску в 3 цвета. В частности, гипотеза верна, когда {\displaystyle G} или {\displaystyle H} позволяет раскраску в 4 цвета (поскольку тогда неравенство {\displaystyle \chi (G\times H)\leqslant \min\{\chi (G),\chi (H)\}} может быть строгим, только когда {\displaystyle G\times H} позволяет раскраску в 3 цвета).
В остальных случаях оба графа в тензорном произведении должны иметь по меньшей мере 5-цветную раскраску и дальнейший прогресс есть только в очень ограниченных ситуациях.

## Слабая гипотеза Хедетниеми
Следующая функция (известная как функция Поляка — Рёдля) измеряет, насколько мало́ может быть хроматическое число произведения {\displaystyle n}-хроматических графов.
{\displaystyle f(n)=\min\{\chi (G\times H):\chi (G)=\chi (H)=n\}}
Гипотеза Хедетниеми тогда эквивалентна высказыванию, что {\displaystyle f(n)=n}.
Слабая гипотеза Хедетниеми вместо этого просто утверждает, что функция {\displaystyle f(n)} не ограничена.
Другими словами, если тензорное произведение двух графов можно раскрасить в несколько цветов, из этого должно следовать ограничение на хроматическое число одного из множителей.
Главный результат Поляка и Рёдля, независимо улучшенный Поляком, Шмерлем и Зу, утверждает, что если функция {\displaystyle f(n)} ограничена, то она ограничена максимум значением 9.
Тогда из доказательства гипотезы Хедетниеми для 10-хроматических графов будет следовать слабая гипотеза Хедетниеми для всех графов.

## Мультипликативные графы
Гипотеза изучается в более общем контексте гомоморфизмов графов, особенно ввиду её связи с категорией графов (с графами как объекты и гомоморфизмами в качестве стрелок). Для любого фиксированного графа {\displaystyle K} рассматриваются графы {\displaystyle G}, которые допускают гомоморфизм в {\displaystyle K}, что записывается как {\displaystyle G\to K}. Такие графы называются также {\displaystyle K}-раскрашиваемыми. Это обобщает обычное понятие раскраски графов, поскольку из определения следует, что {\displaystyle k}-раскраска является тем же самым, что и {\displaystyle K_{k}}-раскраска (гомоморфизм в полный граф с {\displaystyle k} вершинами).
Граф {\displaystyle K} называется мультипликативным, если для любых графов {\displaystyle G} и {\displaystyle H} из выполнения {\displaystyle G\times H\to K} следует выполнение {\displaystyle G\to K} или {\displaystyle H\to K}.
Как и в случае классической раскраски, обратное всегда выполняется — если {\displaystyle G} (или, симметрично {\displaystyle H}) {\displaystyle K}-раскрашиваем, то {\displaystyle G\times H} легко {\displaystyle K}-раскрашиваем путём использования тех же значений цветов для всех копий {\displaystyle H}.
Гипотеза Хедетниеми тогда эквивалентна утверждению, что любой полный граф является мультипликативным.
Упомянутые выше известные случаи эквивалентны утверждениям, что графы {\displaystyle K_{1}}, {\displaystyle K_{2}} и {\displaystyle K_{3}} мультипликативны.
Случай {\displaystyle K_{4}} широко открыт.
С другой стороны, доказательство Эль-Захара и Зауэра обобщили Хе́ггквист, Хелл, Миллер и Нойманн-Лара, доказав, что все графы-циклы мультипликативны.
Позднее Тардиф доказал более общий результат, что все цикловые клики {\displaystyle K_{\tfrac {n}{k}}} с {\displaystyle {\tfrac {n}{k}}<4} являются мультипликативными.
В терминах циклового хроматического числа {\displaystyle \chi _{c}} это означает, что если {\displaystyle \chi _{c}(G\times H)<4}, то {\displaystyle \chi _{c}(G\times H)=\min\{\chi _{c}(G),\chi _{c}(G)\}}.
Примеры немультипликативных графов можно построить из двух графов {\displaystyle G} и {\displaystyle H}, которые несравнимы в порядке гомоморфизмов (то есть ни {\displaystyle G\to H}, ни {\displaystyle H\to G} не выполняется). В этом случае, образуя {\displaystyle K=G\times H}, мы тривиально получим {\displaystyle G\times H\to K}, но ни {\displaystyle G}, ни {\displaystyle H} не имеют гомоморфизма в {\displaystyle K}, поскольку, формируя проекцию {\displaystyle K\to H} или {\displaystyle K\to G}, получается противоречие.

## Экспоненциальный граф
Поскольку тензорное произведение графов является категорийно-теоретическим произведением в категории графов (с графами как объекты и гомоморфизмами в качестве стрелок), гипотезу можно переформулировать в терминах следующего построения на графах {\displaystyle K} и {\displaystyle G}.
Экспоненциальный граф {\displaystyle K^{G}} — это граф со всеми функциями {\displaystyle V(G)\to V(K)} в качестве вершин (не только гомоморфизмы) и две функции {\displaystyle f} и {\displaystyle g} смежны, если вершина {\displaystyle f(v)} смежна вершине {\displaystyle g(v')} в {\displaystyle K} для всех смежных вершин {\displaystyle v,v'} графа {\displaystyle G}.
В частности, имеется петля у функции {\displaystyle f} (она смежна себе самой) тогда и только тогда, когда имеется гомоморфизм из {\displaystyle G} в {\displaystyle K}.
Рассматривая под другим углом, можно сказать, что между {\displaystyle f} и {\displaystyle g} имеется ребро, когда две функции определяют гомоморфизм из {\displaystyle G\times K_{2}} (Двойное покрытие двудольным графом графа {\displaystyle G}) в {\displaystyle K}.
Экспоненциальный граф является экспоненциалом в категории графов. Это означает, что гомоморфизмы из {\displaystyle G\times H} в граф {\displaystyle K} соответствуют гомоморфизмам из {\displaystyle H} в {\displaystyle K^{G}}.
Более того, имеется гомоморфизм {\displaystyle \mathrm {eval} :G\times K^{G}\to K}, задаваемый выражением {\displaystyle \mathrm {eval} (v,f)=f(v)}.
Эти свойства позволяют заключить, что мультипликативность графа {\displaystyle K} эквивалентна утверждению: для любых графов {\displaystyle G} и {\displaystyle K} либо {\displaystyle G}, либо {\displaystyle K^{G}} является {\displaystyle K}-раскрашиваемым.
Другими словами, гипотезу Хедетниеми можно рассматривать как утверждение об экспоненциальных графах — для любого целого {\displaystyle k} граф {\displaystyle K_{k}^{G}} либо {\displaystyle k}-раскрашиваем, либо содержит петлю (это означает, что {\displaystyle G} является {\displaystyle k}-раскрашиваемым).
Можно также видеть гомоморфизмы {\displaystyle \mathrm {eval} :G\times K_{k}^{G}\to K_{k}} как самые трудные случаи гипотезы Хедетниеми — если произведение {\displaystyle G\times H} было бы контрпримером, то и {\displaystyle G\times K_{k}^{G}} было бы контрпримером.

## Обобщения
Обобщение на ориентированные графы имеет простой контрпример, как показали Поляк и Рёдль. Хроматическое число ориентированного графа является просто хроматическим числом соответствующего неориентированного графа, но тензорное произведение имеет в точности половину числа рёбер (для дуг {\displaystyle g\to g'} в {\displaystyle G} и {\displaystyle h\to h'} в {\displaystyle H} тензорное произведение {\displaystyle G\times H} имеет только одно ребро из {\displaystyle (g,h)} в {\displaystyle (g',h')}, в то время как произведение неориентированных графов имеет также ребро между {\displaystyle (g,h')} и {\displaystyle (g',h)}).
Однако оказывается, что слабая гипотеза Хедетниеми эквивалентна для неориентированных и ориентированных графов.
Проблему нельзя обобщить на бесконечные графы — Хайнл привёл пример двух бесконечных графов, каждый из которых требует для раскраски бесконечное число красок, но их произведение можно раскрасить конечным набором цветов. Ринот доказал, что в конструктивном универсуме для любого бесконечного кардинала {\displaystyle \kappa } существует пара графов с хроматическим числом, большим {\displaystyle \kappa }, таких, что из произведение может быть раскрашено лишь конечным числом цветов.

## Связанные проблемы
Похожее равенство для прямого произведения графов доказал Сабидусси и оно было переоткрыто после этого несколько раз.
Точная формула известна для лексикографического произведения графов.
Дуффус, Сэндс и Вудроу предложили две более строгие гипотезы с единственностью раскраски.